# Lijst van ziekenhuizen in Finland
Dit is een lijst van ziekenhuizen in Finland.

## Academische ziekenhuizen
- Centraal universitair ziekenhuis van Helsinki - Helsingin seudun yliopistollinen keskussairaala , Helsinki
- Academisch ziekenhuis Turku - Turun yliopistollinen keskussairaala, Turku
- Academisch ziekenhuis Oulu - Oulun yliopistollinen sairaala, Oulu
- Academisch ziekenhuis Tampere - Tampereen yliopistollinen sairaala, Tampere
- Academisch ziekenhuis Kuopio - Kuopion yliopistollinen sairaala, Kuopio, Puijon sairaala

## Centrale ziekenhuizen
- Kymenlaakson keskussairaala, Kotka
- Etelä-Karjalan keskussairaala, Lappeenranta
- Päijät-Hämeen keskussairaala, Lahti
- Kanta-Hämeen keskussairaala, Hämeenlinna
- Satakunnan keskussairaala, Pori
- Vaasan keskussairaala, Vaasa
- Seinäjoen keskussairaala, Seinäjoki
- Keski-Pohjanmaan keskussairaala, Kokkola
- Keski-Suomen keskussairaala, Jyväskylä
- Mikkelin keskussairaala, Mikkeli
- Savonlinnan keskussairaala, Savonlinna
- Pohjois-Karjalan keskussairaala, Joensuu
- Kainuun keskussairaala, Kajaani
- Lapin keskussairaala, Rovaniemi
- Ahvenanmaan keskussairaala, Mariehamn (Åland)
- Länsi-Pohjan keskussairaala, Kemi

## Ziekenhuisdistricten
Regionale ziekenhuizen worden in Finland ingedeeld in ziekenhuisdistricten.
Hieronder volgt de indeling van deze districten in 2017.
- 0  Åland
- 3  Varsinais-Suomi Hospital District
- 4  Satakunta Hospital District
- 5  Kanta-Häme Hospital District
- 6  Pirkanmaa Hospital District
- 7  Päijät-Häme Hospital District
- 8  Kymenlaakso Hospital District
- 9  South Karelia Hospital District
- 10 Etelä-Savo Hospital District
- 11 Itä-Savo Hospital District
- 12 North Karelia Hospital District
- 13 Pohjois-Savo Hospital District
- 14 Central Finland Hospital District
- 15 South Ostrobothnia Hospital District
- 16 Vaasa Hospital District
- 17 Central Ostrobothnia Hospital District
- 18 North Ostrobothnia Hospital District
- 19 Kainuu Hospital District
- 20 Länsi-Pohja Hospital District
- 21 Lappi Hospital District
- 25 Helsinki and Uusimaa Hospital District